# Санта-Марія-а-Віко
Санта-Марія-а-Віко (італ. Santa Maria a Vico) — муніципалітет в Італії, у регіоні Кампанія,  провінція Казерта.
Санта-Марія-а-Віко розташована на відстані близько 195 км на південний схід від Рима, 30 км на північний схід від Неаполя, 14 км на схід від Казерти.
Населення — 14 139 осіб (2014).
Щорічний фестиваль відбувається 6 грудня. Покровитель — святий Миколай.

## Демографія
Населення за роками:

Станом на 1 січня 2023 року в муніципалітеті офіційно проживало 389 іноземців з 40 країн, серед них 61 громадянин країн Євросоюзу та 118 громадян України.

## Уродженці
- Дженнаро Руотоло (*1967) — італійський футболіст, півзахисник, згодом — футбольний тренер.

## Сусідні муніципалітети
- Арієнцо
- Червіно
- Дураццано
- Маддалоні
- Сан-Феліче-а-Канчелло
- Сант'Агата-де'-Готі